# Philipp Zeltner

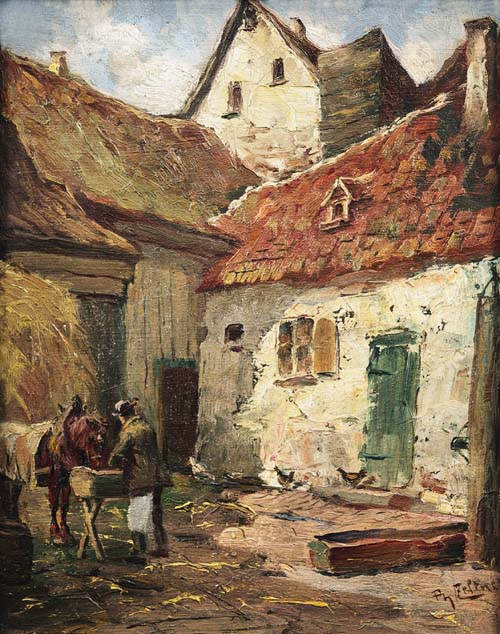
Bauernhof mit Pferd und Knecht

Philipp Zeltner (* 1865 in Mainz; † 20. Juni 1946 ebenda) war ein deutscher Genremaler.
Geboren im Mainzer Hopfengarten, besuchte Zeltner die Volks- und Realschule. Danach erlernte er das Lithographiehandwerk in der Kunstanstalt von J. Scholz.
Seit dem 15. Oktober 1884 studierte er an der Königlichen Akademie der Künste in München bei Johann Caspar Herterich und Wilhelm von Lindenschmit dem Jüngeren. Zeltner wurde Mitglied der Münchner Künstlervereinigung „Allotria“. Er setzte sein Studium während eines Aufenthaltes in Karlsruhe und Paris fort.
Danach leistete er seinen Militärdienst als Einjährig-Freiwilliger in der Mainzer Kaserne. Dabei erteilte er den Damen des Regimentes Mal- und Zeichenunterricht.

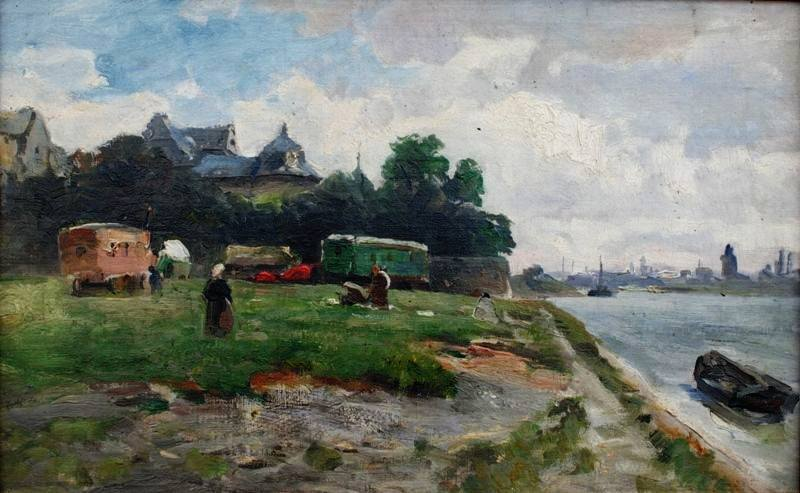
Fahrendes Volk am Rheinufer bei Mainz, um 1900

Philipp Zeltner war als Zeichenlehrer an der Mainzer Kunstgewerbeschule tätig. Er betrieb auch eine private Malschule, die im Eisernen Turm untergebracht war. Dort widmete er sich auch regionalen Motiven, wie dem Rheinufer bei Mainz.
1910 schuf er für den Kleinen Kreuzer der Kaiserlichen Marine Mainz eine Ansicht seiner Heimatstadt. Das Schiff versank am 28. August 1914 im Seegefecht bei Helgoland.
Neben den Ölbildern schuf Zeltner Wandmalereien in vielen Räumen von Mainz. Philipp Zeltner war Mitarbeiter der Fliegenden Blätter. 1917 erschien erstmals bei Goldstein in Frankfurt a. M. das Büchlein Fritz und Karl. Sieben Bubenstreiche für Jung und Alt. von Eugen Ganz, illustriert von Ph. Zeltner.